# Подольський ВТТ
Подольський ВТТ (рос. ПОДОЛЬСКИЙ ИТЛ, Спецстроительство №4, Подольлаг) — підрозділ, що діяв в структурі Головного управління виправно-трудових таборів Народного комісаріату внутрішніх справ СРСР (ГУЛАГ НКВД) в Московській області.
Організований 05.07.37;

закритий 20.11.38 (всіх з/к і вільнонайманих, зайнятих на буд-ві Подольського аеродрому, по завершенні робіт (але не пізніше 15.09.38) наказано перевести на буд-во Центр. аеропорту).

## Виконувані роботи
- буд-во Подольського аеропорту (можливо, це нинішній аеродром Дубровиці[ru]?)

## Чисельність з/к
- 01.10.37 — 4939,
- 01.01.38 — 4352,
- 01.07.38 — 1782